# Comuna Zîmbreni, Ialoveni
Comuna Zîmbreni este o comună din raionul Ialoveni, Republica Moldova. Este formată din satele Zîmbreni (sat-reședință) și Găureni.

## Demografie
Conform datelor recensământului din 2014, comuna are o populație de 2.588 de locuitori. La recensământul din 2004 erau 2.705 locuitori.

## Administrație și politică
Componența Consiliului local Zîmbreni (11 consilieri), ales la 5 noiembrie 2023, este următoarea:
|  | Partid                                        | Consilieri | Componență | Componență | Componență | Componență | Componență | Componență | Componență |
|  | --------------------------------------------- | ---------- | ---------- | ---------- | ---------- | ---------- | ---------- | ---------- | ---------- |
|  | Liga Orașelor și Comunelor                    | 7          |            |            |            |            |            |            |            |
|  | Partidul Acțiune și Solidaritate              | 2          |            |            |            |            |            |            |            |
|  | Partidul Dezvoltării și Consolidării Moldovei | 2          |            |            |            |            |            |            |            |